# Opération Morris Dance

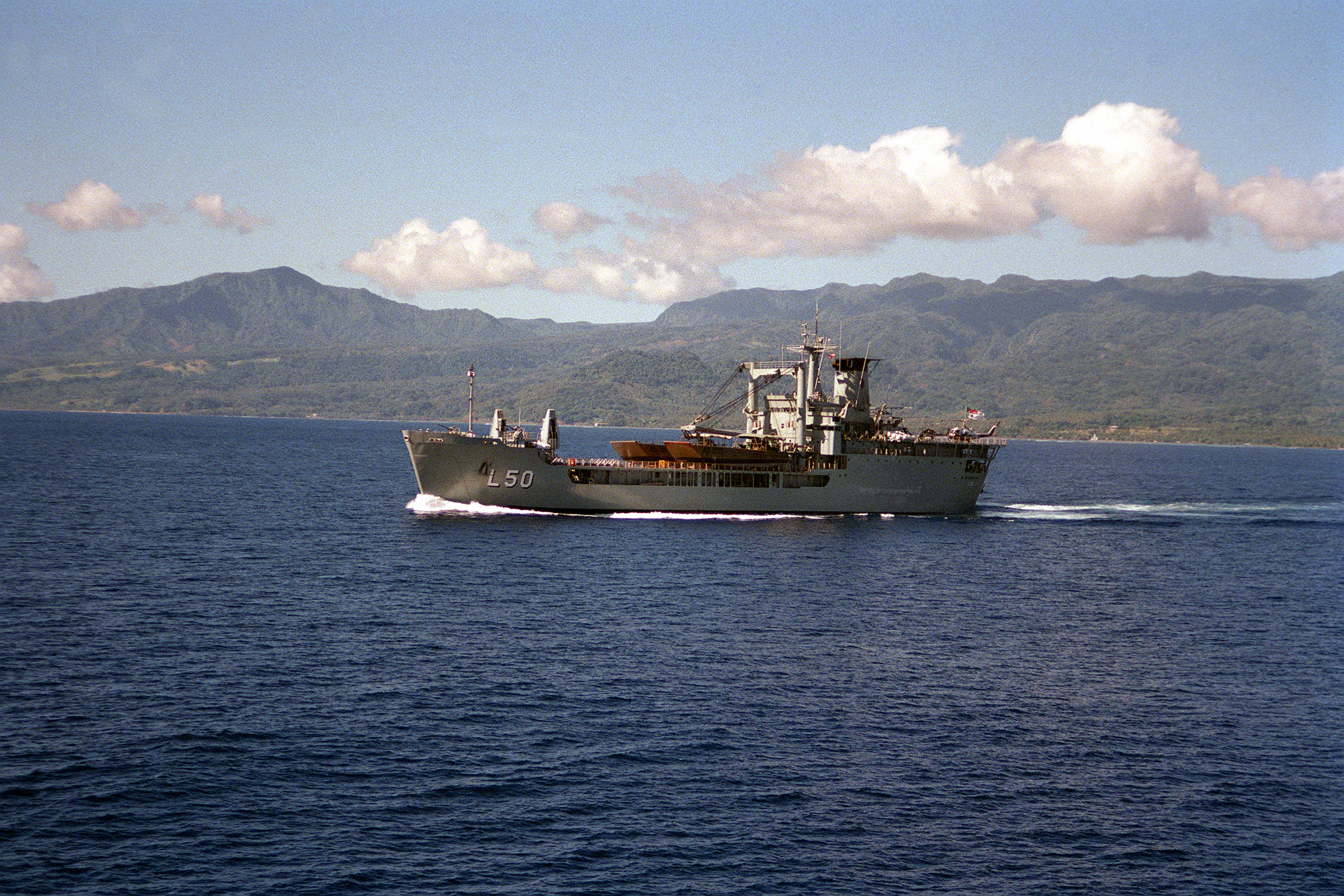
Le Tobrouk en 1987

L'Opération Morris Dance est une opération militaire australienne menée en mai 1987 en réponse au premier coup d'État fidjien de 1987. 
Le matin du 14 mai 1987, des militaires des Fidji ont pris le contrôle du pays dans un coup d'État. En réponse au coup de force, l'armée australienne a commencé ses préparatifs pour évacuer les citoyens australiens des Fidji. Quatre navires de guerre australiens (les Sydney, Parramatta, Success et Tobrouk) ont été déployés pour patrouiller dans le sud-ouest des îles Fidji. La compagnie "B" du 1er bataillon du Royal Australian Regiment a été ajoutée à cette force, le 23 mai, avec des soldats transportés par avion depuis Townsville jusqu'à l'île Norfolk puis transférés par hélicoptère jusqu'au Tobrouk et au Success. Le groupe est resté au large des Fidji, sans intervenir, jusqu'au 29 mai, lorsque la situation dans le pays s'est stabilisée.